# Lista de edificações romanas em Portugal
Esta é uma lista de edificações romanas em Portugal:

## Distrito de Beja
| Imagem | Património                                  | Tipologia      | Freguesia  | Classificação               | Ano  | ID    | Coordenadas |
| ------ | ------------------------------------------- | -------------- | ---------- | --------------------------- | ---- | ----- | ----------- |
|        |                                             |                |            |                             |      |       |             |
|        | Barragem romana de Nossa Senhora da Represa | Represa romana | Vila Ruiva | Imóvel de Interesse Público | 1997 | 73352 |             |
|        |                                             |                |            |                             |      |       |             |
|        | Ponte romana sobre a ribeira de Odivelas    | Ponte romana   | Vila Ruiva | Monumento Nacional          | 1967 | 69745 |             |

## Distrito de Braga
| Imagem | Património                        | Tipologia      | Freguesia | Classificação               | Ano  | ID      | Coordenadas |
| ------ | --------------------------------- | -------------- | --------- | --------------------------- | ---- | ------- | ----------- |
|        | Teatro Romano do Alto da Cividade | Teatro         | Cividade  | Imóvel de Interesse Público | 1997 | 2515923 |             |
|        | Termas romanas de Maximinos       | Termas romanas | Maximinos | Monumento Nacional          | 1986 | 69713   |             |

## Distrito de Coimbra
| Imagem | Património | Tipologia     | Localidade                         | Classificação      | Ano      | ID    | Coordenadas |
| ------ | ---------- | ------------- | ---------------------------------- | ------------------ | -------- | ----- | ----------- |
|        | Conímbriga | Cidade romana | Condeixa-a-Vellha, Condeixa-a-Nova | Monumento Nacional | 1910     | 70107 |             |
|        | Aeminium   | Cidade Romana | Coimbra                            | Monumento Nacional | 16 a. C. |       |             |

## Distrito de Faro
| Imagem    | Património                      | Tipologia    | Freguesia              | Classificação      | Ano  | ID    | Coordenadas                  |
| --------- | ------------------------------- | ------------ | ---------------------- | ------------------ | ---- | ----- | ---------------------------- |
|           | Ruínas romanas de Milreu        | Villa romana | Estoi, Faro            | Monumento Nacional | 1910 | 70255 |                              |
|           | Ruínas Romanas do Cerro da Vila | Villa romana | Vilamoura, Loulé, Faro | IIP                | 1977 |       | \| 37.080022 \| -8.120559 \| |
| 37.080022 | -8.120559                       |              |                        |                    |      |       |                              |

## Distrito de Lisboa
| Imagem | Património                        | Tipologia     | Localidade                | Classificação | Ano  | ID | Coordenadas |
| ------ | --------------------------------- | ------------- | ------------------------- | ------------- | ---- | -- | ----------- |
|        | Ruínas do teatro romano de Lisboa | Teatro romano | Santa Maria Maior, Lisboa | IIP           | 1967 | ?  | ?           |

## Distrito de Portalegre
| Imagem | Património | Tipologia     | Localidade                       | Classificação | Ano  | ID | Coordenadas |
| ------ | ---------- | ------------- | -------------------------------- | ------------- | ---- | -- | ----------- |
|        | Ammaia     | Cidade romana | São Salvador da Aramenha, Marvão | MN            | 1949 | ?  | ?           |

## Distrito de Setúbal
| Imagem | Património              | Tipologia                                                  | Localidade                    | Classificação | Ano  | ID | Coordenadas |
| ------ | ----------------------- | ---------------------------------------------------------- | ----------------------------- | ------------- | ---- | -- | ----------- |
|        | Ruínas romanas de Troia | Complexo industrial romano de tratamento de peixe Cetárias | Península de Troia (Grândola) | MN            | 1910 | ?  | ?           |

## Distrito de Viseu
| Imagem | Património                         | Tipologia      | Localidade       | Classificação | Ano  | ID | Coordenadas |
| ------ | ---------------------------------- | -------------- | ---------------- | ------------- | ---- | -- | ----------- |
|        | Termas romanas de São Pedro do Sul | Termas romanas | São Pedro do Sul | MN            | 1936 | ?  | ?           |

## Villas
| Património                                | Distrito | Localidade               | Class. | Ano  | DGPC |
| ----------------------------------------- | -------- | ------------------------ | ------ | ---- | ---- |
| Villa romana do Alto do Cidreira          | Lisboa   | Alcabideche              | IIP    | 1992 |      |
| Villa romana de Outeiro de Polima         | Lisboa   | São Domingos de Rana     | IIP    | 2002 |      |
| Villa romana de Miroiço                   | Lisboa   | São Domingos de Rana     | IIP    | 2002 |      |
| Ruínas dos Casais Velhos                  | Lisboa   | Cascais                  | IIP    | 1984 |      |
| Ruínas do Teatro Romano                   | Lisboa   | Sé                       | IIP    | 1967 |      |
| Ruínas da barragem romana de Belas        | Lisboa   | Belas                    | IIP    | 1974 |      |
| Calçada, ponte e azenhas na Catribana     | Lisboa   | São João das Lampas      | IIP    | 1992 |      |
| Villa romana de Abóbodas                  | Lisboa   | Santa Maria e São Miguel | E/A    | 1996 |      |
| Villa romana de Santo André de Almoçageme | Lisboa   | Colares                  | IIP    | 1997 |      |
| Estação romana de Colaride                | Lisboa   | Agualva-Cacém            | SIP    | 1999 |      |
| Villa romana da Granja dos Serrões        | Lisboa   | Montelavar               | SIP    | 1999 |      |

Nota: VC - em Vias de Classificação; E/A - Procedimento encerrado / arquivado - sem protecção legal